# 国鉄ワム20000形貨車
国鉄ワム20000形貨車（こくてつワム20000がたかしゃ）は、かつて日本国有鉄道（国鉄）に在籍した有蓋貨車である。

## 概要
1928年（昭和3年）に、鉄道省が500両（ワム20000 - ワム20499）を製作した、15トン積み汎用二軸有蓋車である。製造所別の番号は、次のとおり。
- ワム20000 - ワム20086（87両） - 汽車製造支店
- ワム20087 - ワム20103、ワム20161 - ワム20339（196両） - 日本車輌製造本社
- ワム20104 - ワム20160（57両） - 日本車輌製造支店
- ワム20340 - ワム20449（110両） - 川崎車輛
- ワム20450 - ワム20479（30両） - 新潟鐵工所
- ワム20480 - ワム20499（20両） - 九州車輌製作合同事務所

車体は、前級スム1形（ワテ45000形）と同様の鋼製であるが、同形式の使用実績から荷室内の温度上昇や結露を防ぐため、一部設計を変更して木製の内張りを施したのが本形式である。そのため、外付けとした側柱など、外観的特徴はスム1形を踏襲しているが、側柱に内張りを固定するためのボルトがあるのが相違点である。しかし、本形式では内張りを鋼製の外板に密着して取り付けたため断熱性が不足し、次級ワム21000形では、外板と内張りとの間に隙間を設けた二重羽目構造に改良されている。また、スム1形を一部設計変更したものであるため、床と屋根は木製である。
側面には、幅1,370mmの荷役扉が設けられており、鋼製の片引き戸が設置されている。妻面上部には、1個の通風器が設置されている。台枠は鋼製、走り装置は一段リンク式で、車軸は12トン長軸、最高速度は65km/hである。
諸元については、全長7,830mm、全幅2,743mm、全高3,633mm、荷室の内寸は長さ6,966mm、幅2,305mm、高さ2,325mm、床面積16.1m2、容積37.3m3で、スム1形に比べて内張りの厚み分小さい。軸距は3,900mm、自重は10.6tである。
本形式は、汎用有蓋車として全国で使用されたが、老朽化により1964年（昭和39年）から廃車が始まった。1968年（昭和43年）10月1日ダイヤ改正にともなう高速化（最高速度75km/h対応）改造の対象にもなっていなかったが、貨車不足を補うため本形式の残存車260両に対して、延命工事と合わせて二段リンク式化改造工事が施工された。
本形式は、1979年（昭和54年）までに全車が廃車となった。

## 形式間改造
本形式の形式間改造は、1945年（昭和20年）に、15トン積み無蓋車トム28000形に1両（トム28000）が改造された1例のみである。同車は1948年（昭和23年）の調査時には、既に存在しなかったようである。